# Alexander Schallenberg
Alexander Schallenberg (Bern, Svájc, 1969. június 20. –) osztrák jogász, diplomata, 2019 és 2021 között, illetve 2021 és 2025 között Ausztria külügyminisztere, 2021-ben rövid ideig, továbbá 2025-ben ideiglenesen szövetségi kancellár.

## Élete
Schallenberg Indiában, Spanyolországban és Párizsban nőtt fel, mert apja nagykövet volt.
1989 és 1994 között Bécsben, majd Párizsban tanult jogot.
1997-től a külügyminisztériumban dolgozik, hivatásos diplomata.
Brigitte Bierlein 2019. május 30-án bejelentette, hogy Schallenberg lesz júliustól szeptemberig, az ausztriai parlamenti választásig Ausztria külügyminisztere. A választások után alakult ÖVP-Zöld-koalícióban 2020. január 7-től, immáron az ÖVP színeiben továbbra is külügyminiszter maradt Sebastian Kurz kancellár idején.
Miután Kurz 2021. október 9-én lemondott a kancellári posztról, Schallenberg október 11-én tette le az esküt, mint szövetségi kancellár. December 6-án visszatért a külügyi tárcához, a kancellári tisztséget átadva Karl Nehammernek.
Karl Nehammer 2025. januárjában történt lemondását követően ismét a kancellári pozícióba, az ügyvezető kormány élére került. A kancellári pozícióját a Stocker-kormány március 3-ai felesketéséig töltötte be.

## Magánélete
Elvált, négy gyerek édesapja.

## Publikációi
- 1999: Die EU-Präsidentschaft Österreichs: eine umfassende Analyse und Dokumentation des zweiten Halbjahres 1998, Christoph Thun-Hohensteinnal, Manz-Verlag, Wien 1999, ISBN 978-3-214-01939-6

## Fordítás
- Ez a szócikk részben vagy egészben  az   Alexander Schallenberg című német Wikipédia-szócikk ezen változatának fordításán alapul.  Az eredeti cikk szerkesztőit annak laptörténete sorolja fel. Ez a jelzés csupán a megfogalmazás eredetét és a szerzői jogokat jelzi, nem szolgál a cikkben szereplő információk forrásmegjelöléseként.